# Stracena flavescens
Stracena flavescens is een vlinder uit de familie spinneruilen (Erebidae), onderfamilie donsvlinders (Lymantriinae). De wetenschappelijke naam van deze soort is voor het eerst geldig gepubliceerd in  door Aurivillius, ????.
De soort komt voor in tropisch Afrika.